# Янголи Чарлі: Повний вперед
«Янголи Чарлі: Повний вперед» (англ. «Charlie's Angels: Full Throttle») — американський пригодницький кінофільм 2003 року, знятий режисером Макджі. Продовження стрічки «Янголи Чарлі» 2000 року.

## Сюжет
Після порятунку Маршала США Рея Картера в Монголії, Янголи Наталі Кук, Ділан Сандерс і Алекс Мандей вирушають на пошуки титанових обручок, викрадених із Департаменту юстиції США, які можуть відображати людей, перелічених у програмі захисту свідків. Серед убитих міністр юстиції Вільям Роуз Бейлі й захищений свідок Алан Колфілд. В будинку Колфілда у Сан-Бернардіно Янголи вистежують на пляжі вбивцю Ренді Еммерса і зустрічаються з колишнім Янголом Медісон Лі. Під час гонитви на мотоциклах Еммерс цілиться у свідка Макса Петроні, але його вбиває Ентоні на прізвисько Худорлявий. В кишені Еммерса Янголи виявляють фотографії Колфілда, Макса і Ділан під ім'ям Хелен Заас.
Ділан показує, що вона захищений свідок після арешту її колишнього бойфренда, лідера Ірландської мафії Шеймуса О'Грейді. Відтоді він був націлений на тих, хто образив його, включаючи Ділан і Макса (О'Грейді убив батьків останнього). Для його захисту Макс та Біллі їдуть до матері Бослі, а Янголи дізнаються про минуле Худорлявого від настоятельки монастиря. Щоб роздобути титанові обручки, вони вистежують натовп О'Грейді в порту Сан-Педро, але О'Грейді погрожує Ділан вбивством всіх, кого вона любить. Пізніше на зустрічі випускників Наталі зустрічається з Пітом Коміським, в той час, як Алекс повертається додому і зустрічає свого бойфренда Джейсона Гіббонса, який розповідає її батьку про подвиги Янголів. Ділан залишає їх і відправляється до Мексики, але невдовзі повертається після того, як бачить привид колишнього Янгола Келлі Гарретт.
Тим часом Наталі й Алекс розуміють, що Картер є частиною схеми О'Грейді. Двоє його свідків вбивають Картера, в той час, як Медісон вбиває Янголів, але їх рятує бронежилет. Розуміючи, що Медісон з О'Грейді збираються продати обручки, Янголи створюють три злочинні угруповання на чолі з Антоніоні, Якудзою Танакою і Картелем Діабло. У Голлівудській «Алеї слави» їх заарештовує ФБР, а Янголи зіштовхуються з Медісон і О'Грейді. О'Грейді вбиває Худорлявого, Ділан — О'Грейді, скинувши їх тіла вниз. В покинутому театрі Лос-Анджелеса Янголи борються з Медісон і зіштовхують її в газове сховище, де вона гине від вибуху.
Під час кінопрем'єри Янголи дізнаються, що матір Бослі всиновлює Макса. Піт оголошує про заручини з Наталі, купивши цуценя, на ім'я Спайк, в той час, як Алекс закінчує тайм-аут з Джейсоном. Фільм закінчується святкуванням перемоги Янголів разом з Бослі.

## У ролях
- Кемерон Діас — Наталі Кук
- Дрю Беррімор — Ділан Сандерс
- Люсі Лью — Алекс Мандей
- Берні Мак — Біллі Бослі
- Джанет Дюбуа — матір Бослі
- Шая Лабаф — Макс Петроні
- Метт Леблан — Джейсон Гіббонс
- Люк Вілсон — Піт Коміський
- Джон Форсайт — Чарлі (голос)
- Демі Мур — Медісон Лі
- Кріспін Гловер — Худорлявий (Ентоні)
- Родріго Санторо — Ренді Еммерс
- Ерік Богосян — Алан Колфілд
- Керрі Фішер — ігуменя
- Джастін Теру — Шеймус О'Грейді
- Брюс Вілліс — Вільям Роуз Бейлі
- Роберт Патрік — Рей Картер
- Свен-Оле Торсен — монгол з кулеметом
- Кріс Понтіус — ірландець
- Жаклін Сміт — камео/Келлі Гарретт
- Сестри Олсен — камео
- Люк Вілсон — Піт Коміскі, хлопець Наталі
- Джон Кліз — містер Манді, батько Алекса
- Роберт Форстер — Роджер Віксон
- Pink — камео
- Мері-Кейт та Ешлі Олсен — камео
- Ів — камео
- Ед Робертсон — шериф
- Вейн Федерман — камео
- Стів Гайтнер — камео
- Мелісса Маккарті — камео
- Біг Бой — камео
- Ентоні Гріффіт — камео
- Ерік Богосян — Алана Колфілд
- Томмі Фланаган — ірландець
- Джонас Барнс — ірландець
- Люк Массі — ірландець
- Майкл Гварнера — бос мафії Антоніоні
- Ендрю Вілсон — поліцейський
- Гурт «The Pussycat Dolls» — камео
- Білл Мюррей — камео

## Знімальна група
- Режисер — Макджі
- Сценаристи — Айвен Гофф, Джон Огаст, Кормак Вібберлі, Меріенн Вібберлі, Бен Робертс
- Оператор — Рассел Карпентер
- Композитори — Ед Ширмер, Девід Боуї
- Художник — Дж. Майкл Ріва
- Продюсери — Патрік Кроулі, Аманда Голдберг, Леонард Голдберг, Ненсі Джавонен, Стефані Севідж, Дрю Беррімор, Дженно Топпінг
- Монтаж — Вейн Вормен
- Кастинг-директори — Джастін Бадделей, Кім Девіс-Вагнер

## Музика

### Офіційний саундтрек
1. Pink feat. William Orbit — «Feel Good Time»
2. Nickelback & Kid Rock — «Saturday Night's Alright (For Fighting)»
3. David Bowie — «Rebel Rebel»
4. Electric Six — «Danger! High Boltage»
5. Bon Jovi — «Livin' On A Prayer»
6. Journey — «Any Way You Want It»
7. The Beach Boys — «Surfer Girl»
8. Loverboy — «Working For The Weekend»
9. Edwyn Collins — «A Girl Like You»
10. Nas feat. Pharrell — «Nas Angels… The Flyest»
11. Andy Gibb — «I Just Wanna Be Your Everything»
12. Natalie Cole — «This Will Be (An Everlasting Love)»
13. MC Hammer — «U Can't Touch This»
14. Donna Summer — «Last Dance»

### Також звучали
- «Who Are You» — The Who
- «Firestarter» — The Prodigy
- «Breathe» — The Prodigy
- «Block Rockin' Beats» — The Chemical Brothers
- «Misirlou» — Dick Dale & The Deltones
- «Wild Thing» — Tone Loc
- «Nuthin' But A 'G' Thang» — Dr. Dre
- «Flashdance… What A Feeling» — Irene Cara
- «The Pink Panther» — Hollywood Studio Orchestra
- «Sleep Now in the Fire» — Rage Against the Machine
- «Mickey» — Toni Basil
- «Through The Eyes Of Love» — Melissa Manchester
- «Looks That Kill» — Mötley Crüe
- «Charlie's Angels 2000» — «Apollo 440»
- «Centerfold» — J. Geils Band
- «Thunder Kiss '65» — White Zombie
- «Acetone» — The Crystal Method
- «Sleep Walk» — Santo & Johnny
- «Planet Claire» — B-52's
- «Scene D'Amour» / «The Nightmare» — The City of Prague Philharmonic Orchestra
- «Raindrops Keep Fallin' On My Head» — B. J. Thomas